# Червінська Яна Євгеніївна
Яна Євгеніївна Червінська — українська модельєрка, дизайнерка жіночого одягу. У 2012 році заснувала бренд Yana Chervinska.

## Біографія та кар'єра
Закінчила школу із срібною медаллю у 2009 році. У 2013 році закінчила Київський національний університет технологій та дизайну за спеціальністю «Дизайнер одягу».
Стажувалась у Лондонському Коледжі Моди. Учасниця тренінгу Creative Enterprise (2017).
Її колекції одягу були представлені на London Fashion Week (2016) та Helsinki Fashion Week (2017), концепт-колекція взуття була презентована в Сеулі. Презентувала українських дизайнерів на International Fashion Showcase, випустила фензин з агентством Foxall, співпрацювала з British Fashion Council, London College of Fashion та Bridge&Co. Мала колаборації з такими брендами як ELENAREVA (2015), Camper (2016), чеською ювеліркою Marketa Kratohvilova (2017) і трикотажним брендом RITO (2018).

## Досягнення та нагороди
- Дипломний проєкт Яни Червінської став переможцем у Грузії на «Be Next»(англ. Be Next Art Fashion Design Contest)
- Переможниця 5 сезону Bazaar Fashion Forward 2014 року в номінаціях «фешн-дизайнер» і «фешн-стиліст» (колекція з екологічної вовни, привезеної з Нової Зеландії)[2].
- У 2015 рік здобула приз у номінації «Відкриття року»[3] премії BEST FASHION AWARDS.
- Ідейна засновниця платформи свідомої моди Sustainable Fashion Pad[4].